# Chlorocypha basilewskyi
Chlorocypha basilewskyi är en trollsländeart. Chlorocypha basilewskyi ingår i släktet Chlorocypha och familjen Chlorocyphidae.

## Underarter
Arten delas in i följande underarter:
- C. b. basilewskyi
- C. b. jacksoni